# Nintendo Points
Les Nintendo Points est une monnaie scripturale que Nintendo utilise pour ses consoles Wii et DSi par le biais de la Chaîne Boutique Wii et / ou de la Boutique DSi. Les consommateurs peuvent acheter des points en ligne par une transaction de carte de crédit ou par l'achat d'une Nintendo Points Card chez un revendeur.
Originellement uniquement appelée Wii Points, elle n'était utilisée qu'avec la Chaîne boutique Wii. Avec l'introduction de la Nintendo DSi et de son propre service de téléchargement, la monnaie a été rebaptisée Nintendo Points le 3 avril 2009.
Une fois achetés, les Nintendo Points doivent être convertis soit en Wii Points ou en DSi Points avant qu'ils puissent être utilisés, une fois enregistré sur une des deux plates-formes il ne pourront plus être utilisés sur l'autre

## Principe
Les Nintendo Points est un système monétaire n'ayant valeur que sur la Chaîne Boutique Wii et la Boutique DSi. Ils peuvent être acquis soit par l'achat d'une carte à code « Nintendo Points Card » en magasin, soit par un achat directement par le biais de la Chaîne Boutique Wii ou de la boutique DSi à l'aide d'une carte de crédit.
Nintendo of Europe propose également aux personnes qui sont inscrites au programme de fidélité Club Nintendo d'échanger leur étoiles (points de fidélité) contre des Nintendo Points à l'aide de la « boutique Nintendo Points Card ». Le taux de change semble être fixé à 4 étoiles = 1 nintendo point.
Quand le consommateur achète une Nintendo Points Card, il doit inscrire le code de la carte sur la plate-forme de téléchargement de la console de son choix afin que son compte soit crédité.
Si les points sont achetés directement via une carte de crédit ils sont automatiquement ajoutés au compte de l'utilisateur.
Ces points peuvent être alors échangés contre des jeux et autres contenus téléchargeable dans la Chaîne Boutique Wii ou la boutique DSi, mais ne sont pas interchangeables entre les deux systèmes.
La conversion des monnaies usuelles (Euros, dollars, etc.) vers le Nintendo Point est conçue comme aussi simple qu'un achat ordinaire. La conversion inverse est impossible. Toutefois, il est possible d'offrir ou même d'échanger les coupons permettant de créditer le compte de Nintendo Points d'une console, tant qu'ils n'ont pas servi.

## Valeur monétaire des Nintendo Points (zone Euro seulement)
| Point(s) Wii | Valeur monétaire | Format d'achat du (des) Point(s) |
| ------------ | ---------------- | -------------------------------- |
| 1            | 0,01 €           | -                                |

```
300 points=
3 
€
```

| 0,10 € | -    | |
| 100    | 1 €  | Site officiel Nintendo (Etoiles Club Nintendo)                                                                    |
| 500    | 5 €  | Site officiel Nintendo (Etoiles Club Nintendo)                                                                    |
| 1 000  | 10 € | Site officiel Nintendo (Etoiles Club Nintendo), WiiWare & DSiWare (Carte bancaire) ou carte disponible en magasin |
| 2 000  | 20 € | WiiWare & DSiWare (carte bancaire) ou carte disponible en magasin                                                 |
| 3 000  | 30 € | WiiWare & DSiWare (carte bancaire) ou carte disponible en magasin                                                 |
| 5 000  | 50 € | Carte disponible en magasin (Japon seulement)                                                                     |

En achetant via le DSiWare, 1 000 points coûtent 10 EUR, 2 000 points 20 EUR, etc. En achetant des cartes recharges dans certains magasins, 1 000 points valent 12.99 EUR, 2 000 points 24.99 EUR et 3 000 points 37.99 EUR
Au Canada, une carte de 2 000 points se vend 25 dollars canadiens.

## Valeur unitaire des Points Nintendo dans le monde
| Région          | Valeur unitaire |
| --------------- | --------------- |
| Nintendo Points | 1               |
| Australie       | $AU 0,015       |
| États-Unis      | $0, 01          |
| Europe          | 0,01 €          |
| Japon           | 1 円            |
| Royaume-Uni     | 0,007 £         |
| Suisse          | 0,01745 Fr.     |

## Contenu achetable
Les Nintendo Points sont utilisés pour acheter une variété de logiciels pour la Wii et la DSi.
Sur la Wii, ils sont utilisés dans la chaîne boutique Wii qui est elle-même divisé en trois sections : la Console Virtuelle qui propose des jeux d'anciennes consoles, le WiiWare qui propose de nouveaux jeux originaux conçus spécialement pour la Wii et la section Chaînes Wii pour des applications telles que la chaîne internet (Opera Wii).
Sur la DSi, ils sont utilisés dans la boutique DSi pour le DSiWare qui propose des jeux et logiciels téléchargeables.
Ils sont également utilisés pour l'achat de contenus supplémentaires dans les jeux proposant le service Pay and Play.

## Prix des logiciels téléchargeables

### Console virtuelle
| Région          | NES      | SNES   | N64       | Mega Drive | TurboGrafx-16 | TurboGrafx-Cd | MSX    | Neo Geo |
| --------------- | -------- | ------ | --------- | ---------- | ------------- | ------------- | ------ | ------- |
| Nintendo Points | 500      | 800    | 1000      | 800        | 600           | 800           | 800    | 900     |
| Australie       | $AU 7,50 | $ 12   | $ 15      | $ 12       | $ 9           | NC            | NC     | NC      |
| États-Unis      | $5       | 8 $    | 10 $      | 8 $        | 6 $           | 8 $           | NC     | NC      |
| Europe          | 5 €      | 8 €    | 10 €      | 8 €        | 6 €           | 8 €           | NC     | 9 €     |
| Japon           | 500 円   | 800 円 | 1000 円   | 800 円     | 600 円        | 800 円        | 800 円 | 900 円  |
| Royaume-Uni     | 3,50 £   | 5,60 £ | 7 £       | 5,60 £     | 4,20 £        | NC            | NC     | NC      |
| Suisse          | 8,75 Fr. | 14 Fr. | 17,45 Fr. | 14 Fr.     | 10,50 Fr.     | NC            | NC     | NC      |

À noter que les jeux import, c'est-à-dire les jeux qui ne sont pas sortis en Europe coûtent 100 points de plus qu'un jeu habituel. À titre d'exemple, Super Mario Bros. coûte 500 points alors que Super Mario Bros.: The Lost Levels en coûte 600.

### WiiWare
Les prix des jeux WiiWare est fixé entre 500 et 1500 Wii Points.

### Chaîne Wii
Majoritairement gratuites, certaines peuvent être tout de même payantes.
| Région      | Opera Wii |
| ----------- | --------- |
| Points Wii  | 500       |
| Australie   | $AU 7,50  |
| États-Unis  | $5        |
| Europe      | Gratuit   |
| Japon       | 500 円    |
| Royaume-Uni | 3,50 £    |
| Suisse      | 8,75 Fr.  |

### DSiWare
Le DSiWare propose des prix fixé entre 200 et 1200 DSi Points suivant l'application.